# Tema dana (TV emisija)
Tema dana bila je informativna televizijska emisija koja se prikazivala na Prvom programu Hrvatske radiotelevizije.

## Koncept emisije
Emisija "Tema dana" u dnevnom ritmu pretresa i analizira teme i događaje koji su obilježili dan. U raspravu su uključeni akteri i stručnjaci, politički lideri i osobe iz društvenog života. Gledatelji mogu očekivati pitanja i intervjue koji prodiru u samu srž problema, s namjerom da se gledatelja educira i informira.